# Vollenhovia duodecimalis
Vollenhovia duodecimalis är en myrart som beskrevs av Horace Donisthorpe 1948. Vollenhovia duodecimalis ingår i släktet Vollenhovia och familjen myror. Inga underarter finns listade i Catalogue of Life.

## Bildgalleri

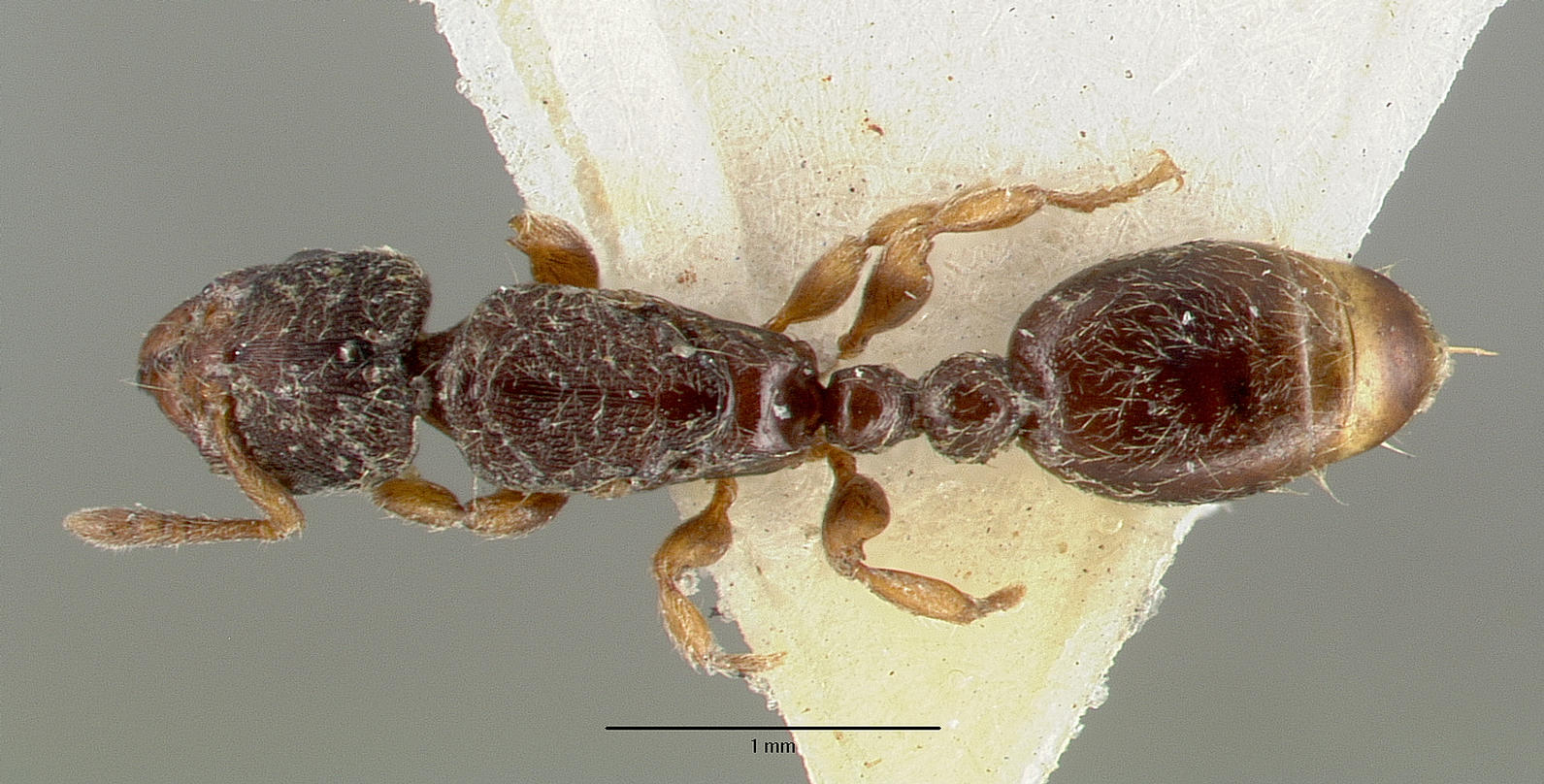
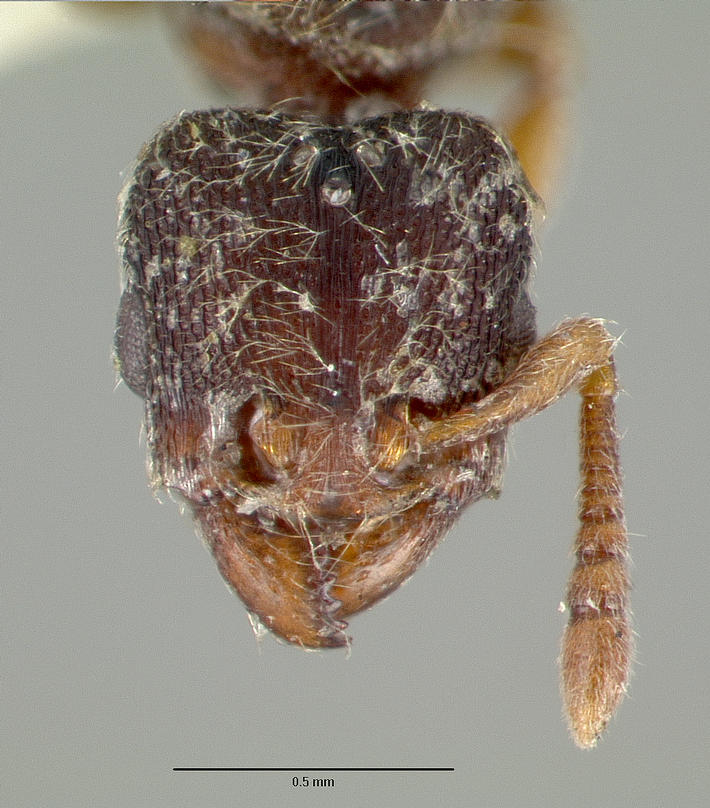
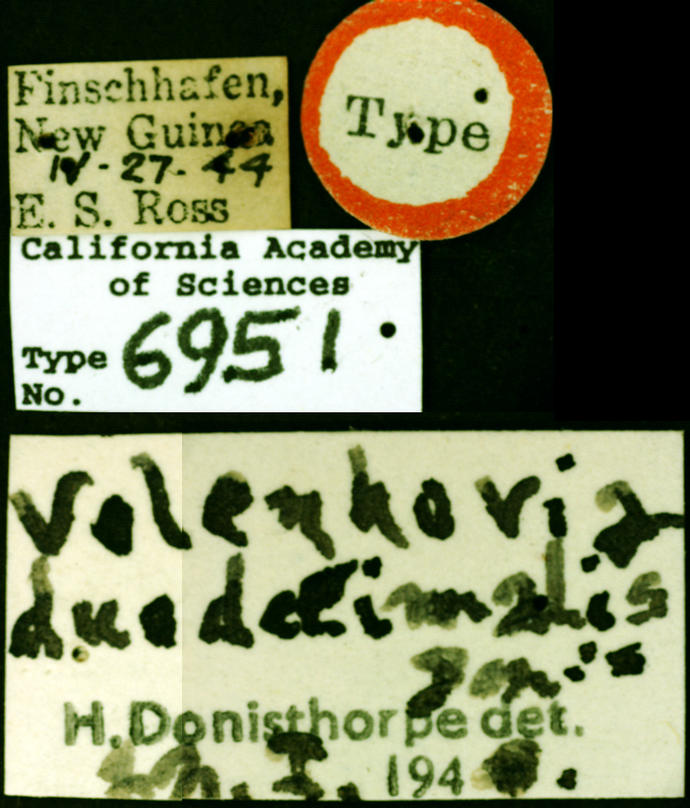
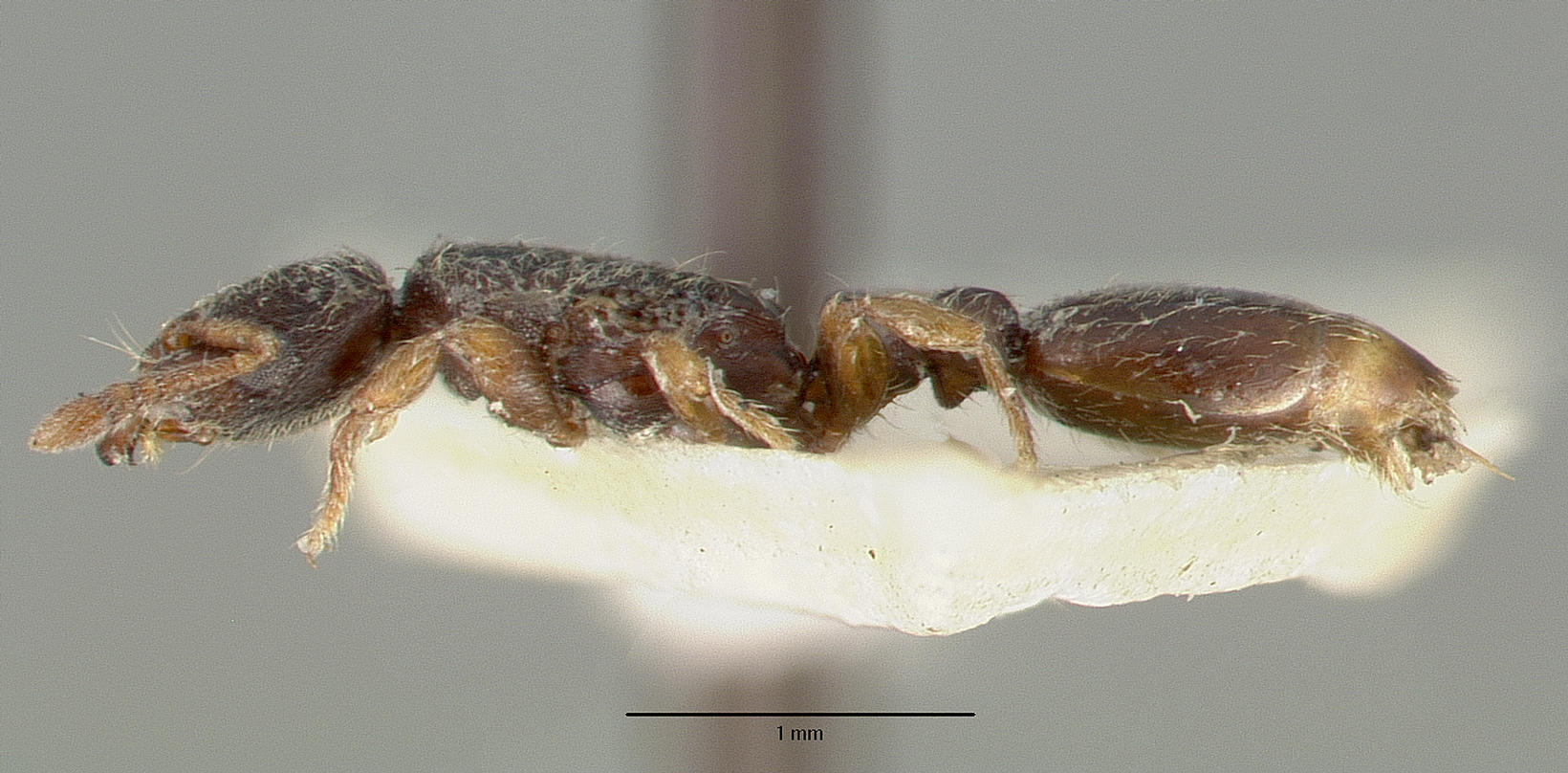